# Junior League World Series 2014/Qualifikation
Die Qualifikation zu den Junior League World Series 2014 fand zwischen Juli und August 2014 statt.
Die Junior League Baseball World Series sind das größte Sportturnier im Baseball für Knaben zwischen 13 und 14 Jahren aus der ganzen Welt. Die Qualifikation wird aufgeteilt in fünf Regionen in den Vereinigten Staaten und fünf internationalen Regionen ausgetragen.

## Vereinigte Staaten

### Ost
Das Turnier fand vom 2. bis 7. August 2014 im Freehold Township, New Jersey statt.

#### Teilnehmende Teams
| Staat         | Stadt             | Team                     |
| ------------- | ----------------- | ------------------------ |
| Connecticut   | Bristol           | Edgewood LL              |
| Delaware      | Newark            | Newark National LL       |
| Gastgeber     | Freehold Township | Freehold Township LL     |
| Maine         | Ellsworth         | Down East Family YMCA LL |
| Maryland      | Waldorf           | Waldorf LL               |
| Massachusetts | Quincy            | Quincy Youth Baseball LL |
| New Jersey    | Parsippany        | Par Troy East LL         |
| New York      | Haverstraw        | Haverstraw LL            |
| Pennsylvania  | Pittsburgh        | North Allegheny LL       |
| Rhode Island  | Barrington        | Barrington LL            |

#### Play-off
|  | 1. Runde          | 1. Runde      | 1. Runde |                  |                | 2. Runde         | 2. Runde          | 2. Runde         |                 |                  | 3. Runde          | 3. Runde      | 3. Runde |                  |              | 4. Runde | 4. Runde | 4. Runde |  |              | Halbfinale | Halbfinale | Halbfinale |  |  | Finale | Finale | Finale | Finale |
|  |                   |               |          |                  |                |                  |                   |                  |                 |                  |                   |               |          |                  |              |          |          |          |  |              |            |            |            |  |  |        |        |        |        |
|  |                   |               |          |                  |                | Spiel 3          |                   |                  |                 |                  |                   |               |          |                  |              |          |          |          |  |              |            |            |            |  |  |        |        |        |        |
|  | USA-Massachusetts | Massachusetts | 11       |                  |                |                  |                   |                  |                 |                  |                   |               |          |                  |              |          |          |          |  |              |            |            |            |  |  |        |        |        |        |
|  | USA-New Jersey    | Gastgeber     | 0        |                  |                | Spiel 7          | Spiel 7           | Spiel 7          |                 |                  |                   |               |          |                  |              |          |          |          |  |              |            |            |            |  |  |        |        |        |        |
|  | Spiel 1           | Spiel 1       | Spiel 1  |                  |                |                  | USA-Massachusetts | Massachusetts    | 3               |                  |                   |               |          |                  |              |          |          |          |  |              |            |            |            |  |  |        |        |        |        |
|  | USA-Connecticut   | Connecticut   | 6        | Spiel 4          | Spiel 4        | Spiel 4          |                   | USA-Delaware     | Delaware        | 4                |                   |               |          |                  |              |          |          |          |  |              |            |            |            |  |  |        |        |        |        |
|  | USA-Delaware      | Delaware      | 7        |                  |                | USA-Delaware     | Delaware          | 10               |                 |                  |                   |               |          |                  |              |          |          |          |  |              |            |            |            |  |  |        |        |        |        |
|  |                   |               |          |                  |                | USA-Maine        | Maine             | 1                |                 |                  | Spiel 9           | Spiel 9       | Spiel 9  |                  |              |          |          |          |  |              |            |            |            |  |  |        |        |        |        |
|  |                   |               |          | Siegerrunde      | Siegerrunde    | Siegerrunde      | USA-Delaware      | Delaware         | 6               |                  |                   |               |          |                  |              |          |          |          |  |              |            |            |            |  |  |        |        |        |        |
|  | Spiel 5           | Spiel 5       | Spiel 5  |                  |                |                  |                   | USA-Maryland     | Maryland        | 3                |                   |               |          |                  |              |          |          |          |  |              |            |            |            |  |  |        |        |        |        |
|  | Spiel 2           | Spiel 2       | Spiel 2  | USA-Rhode Island | Rhode Island   | 1                |                   |                  |                 |                  |                   |               |          |                  |              |          |          |          |  |              |            |            |            |  |  |        |        |        |        |
|  | USA-Pennsylvania  | Pennsylvania  | 4        |                  |                | USA-New York     | New York          | 0                |                 |                  | Spiel 8           | Spiel 8       | Spiel 8  |                  |              |          |          |          |  |              |            |            |            |  |  |        |        |        |        |
|  | USA-New York      | New York      | 8        |                  |                |                  |                   |                  |                 | USA-Rhode Island | Rhode Island      | 7             |          |                  |              |          |          |          |  |              |            |            |            |  |  |        |        |        |        |
|  |                   |               |          | Spiel 6          | Spiel 6        | Spiel 6          |                   | USA-Maryland     | Maryland        | 8                |                   |               |          |                  |              |          |          |          |  |              |            |            |            |  |  |        |        |        |        |
|  | USA-Maryland      | Maryland      | 2        |                  |                |                  |                   |                  |                 |                  |                   |               |          |                  |              |          |          |          |  |              |            |            |            |  |  |        |        |        |        |
|  | USA-New Jersey    | New Jersey    | 0        |                  |                | USA-Delaware     | Delaware          | 16               | -               |                  |                   |               |          |                  |              |          |          |          |  |              |            |            |            |  |  |        |        |        |        |
|  |                   |               |          |                  | USA-Maryland   | Maryland         | 12                | -                |                 |                  |                   |               |          |                  |              |          |          |          |  |              |            |            |            |  |  |        |        |        |        |
|  |                   |               |          |                  |                |                  |                   |                  |                 |                  |                   |               |          |                  |              |          |          |          |  |              |            |            |            |  |  |        |        |        |        |
|  |                   |               |          |                  |                |                  |                   |                  |                 |                  |                   |               |          |                  |              |          |          |          |  |              |            |            |            |  |  |        |        |        |        |
|  | USA-Maine         | Maine         | 1        |                  |                |                  |                   |                  |                 |                  |                   |               |          |                  |              |          |          |          |  |              |            |            |            |  |  |        |        |        |        |
|  | USA-New Jersey    | Gastgeber     | 7        |                  |                | USA-Pennsylvania | Pennsylvania      | 15               |                 |                  | USA-Pennsylvania  | Pennsylvania  | 15       |                  |              |          |          |          |  |              |            |            |            |  |  |        |        |        |        |
|  | USA-Pennsylvania  | Pennsylvania  | 8        |                  |                |                  |                   |                  |                 |                  | USA-Rhode Island  | Rhode Island  | 10       |                  |              |          |          |          |  |              |            |            |            |  |  |        |        |        |        |
|  |                   |               |          | Verliererrunde   | Verliererrunde | Verliererrunde   |                   | USA-Pennsylvania | Pennsylvania    | 19               |                   |               |          |                  |              |          |          |          |  |              |            |            |            |  |  |        |        |        |        |
|  | USA-New York      | New York      | 3        | Verliererrunde   | Verliererrunde | Verliererrunde   |                   |                  | USA-Connecticut | Connecticut      | 4                 |               |          | USA-Pennsylvania | Pennsylvania | 7        |          |          |  |              |            |            |            |  |  |        |        |        |        |
|  | USA-Connecticut   | Connecticut   | 8        |                  |                | USA-Connecticut  | Connecticut       | 5                |                 |                  | USA-Connecticut   | Connecticut   | 9        |                  |              |          |          |          |  | USA-Maryland | Maryland   | 9          |            |  |  |        |        |        |        |
|  | USA-New Jersey    | New Jersey    | 2        |                  |                |                  |                   |                  |                 |                  | USA-Massachusetts | Massachusetts | 7        |                  |              |          |          |          |  |              |            |            |            |  |  |        |        |        |        |

### Südost
Das Turnier fand vom 1. bis 6. August 2014 in Greenville, South Carolina statt.

#### Vorrunde

##### Gruppe A
| Platz | Stadt     | Mannschaft           | W-L |
| ----- | --------- | -------------------- | --- |
| 1.    | Dumfries  | Dumfries District LL | 2–0 |
| 2.    | Lexington | Lexington LL         | 1–1 |
| 3.    | Irmo      | Irmo LL              | 0–2 |

| Datum     | Zeit  | Stadion | Begegnung | Begegnung | Begegnung      | Ergebnis |
| --------- | ----- | ------- | --------- | --------- | -------------- | -------- |
| 1. August | 15:00 |         | Virginia  | –         | South Carolina | 13:0     |
| 2. August | 15:00 |         | Tennessee | –         | Virginia       | 3:11     |
| 3. August | 15:00 |         | Tennessee | –         | South Carolina | 12:8     |

##### Gruppe B
| Platz | Stadt         | Mannschaft       | W-L |
| ----- | ------------- | ---------------- | --- |
| 1.    | Rutherfordton | Rutherfordton LL | 3–0 |
| 2.    | Melbourne     | Viera/Suntree LL | 2–1 |
| 3.    | Hurricane     | Hurricane LL     | 1–2 |
| 4.    | Royston       | Franklin LL      | 0–3 |

| Datum     | Zeit  | Stadion | Begegnung      | Begegnung | Begegnung      | Ergebnis |
| --------- | ----- | ------- | -------------- | --------- | -------------- | -------- |
| 1. August | 09:00 |         | Florida        | –         | West Virginia  | 16:3     |
| 1. August | 12:00 |         | Georgia        | –         | North Carolina | 12:18    |
| 2. August | 09:00 |         | Florida        | –         | North Carolina | 2:9      |
| 2. August | 12:00 |         | Georgia        | –         | West Virginia  | 3:7      |
| 3. August | 09:00 |         | North Carolina | –         | West Virginia  | 10:1     |
| 3. August | 12:00 |         | Florida        | –         | Georgia        | 6:4      |

#### Play-off
|  | Halbfinale        | Halbfinale |            |                   | Finale    | Finale    |
|  |                   |            |            |                   |           |           |
|  | 4. August         |            |            |                   |           |           |
|  | A1 Virginia       | 8          |            |                   |           |           |
|  | B2 Florida        | 9          |            |                   | 5. August | 5. August |
|  |                   |            | B2 Florida | 0                 |           |           |
|  | 4. August         | 4. August  |            | B1 North Carolina | 7         |           |
|  | B1 North Carolina | 11         |            |                   |           |           |
|  | A2 Tennessee      | 2          |            |                   |           |           |
|  |                   |            |            |                   |           |           |

### Südwest
Das Turnier fand vom 1. bis 6. August 2014 in Albuquerque, New Mexico statt.

#### Teilnehmende Teams
| Staat      | Stadt          | Team                           |
| ---------- | -------------- | ------------------------------ |
| Colorado   | Grand Junction | Grand Mesa LL                  |
| Gastgeber  | Albuquerque    | Paradise Hills LL              |
| Louisiana  | Lake Charles   | South Lake Charles LL          |
| New Mexico | Roswell        | Lions Hondo/Noon Optimist LL's |
| Oklahoma   | Tulsa          | Tulsa National LL              |
| Osttexas   | Houston        | Post Oak LL                    |
| Westtexas  | Corpus Christi | Oil Belt LL                    |

#### Play-off
|  | 1. Runde       | 1. Runde       | 1. Runde       |                |                | 2. Runde       | 2. Runde   | 2. Runde     |          |    | 3. Runde | 3. Runde | 3. Runde      |           |          | Halbfinale | Halbfinale | Halbfinale |  |  | Finale | Finale | Finale |
|  |                |                |                |                |                |                |            |              |          |    |          |          |               |           |          |            |            |            |  |  |        |        |        |
|  | Spiel 1        |                |                |                |                |                |            |              |          |    |          |          |               |           |          |            |            |            |  |  |        |        |        |
|  | USA-New Mexico | Gastgeber      | -              |                |                |                |            |              |          |    |          |          |               |           |          |            |            |            |  |  |        |        |        |
|  |                | Freilos        | -              |                |                | Spiel 5        | Spiel 5    | Spiel 5      |          |    |          |          |               |           |          |            |            |            |  |  |        |        |        |
|  |                |                |                | USA-New Mexico | Gastgeber      | 3              |            |              |          |    |          |          |               |           |          |            |            |            |  |  |        |        |        |
|  | Spiel 2        | Spiel 2        | Spiel 2        |                | USA-Texas      | Westtexas      | 4          |              |          |    |          |          |               |           |          |            |            |            |  |  |        |        |        |
|  | USA-Texas      | Westtexas      | 6              |                |                |                |            |              |          |    |          |          |               |           |          |            |            |            |  |  |        |        |        |
|  | USA-Louisiana  | Louisiana      | 3              |                |                | Spiel 7        | Spiel 7    | Spiel 7      |          |    |          |          |               |           |          |            |            |            |  |  |        |        |        |
|  |                |                |                | Siegerrunde    | Siegerrunde    | Siegerrunde    | USA-Texas  | Westtexas    | 12       |    |          |          |               |           |          |            |            |            |  |  |        |        |        |
|  | Spiel 3        | Spiel 3        | Spiel 3        |                |                |                |            | USA-Texas    | Osttexas | 2  |          |          |               |           |          |            |            |            |  |  |        |        |        |
|  | USA-Colorado   | Colorado       | 1              |                |                |                |            |              |          |    |          |          |               |           |          |            |            |            |  |  |        |        |        |
|  | USA-Texas      | Osttexas       | 11             |                |                | Spiel 6        | Spiel 6    | Spiel 6      |          |    |          |          |               |           |          |            |            |            |  |  |        |        |        |
|  |                |                |                | USA-Texas      | Osttexas       | 10             |            |              |          |    |          |          |               |           |          |            |            |            |  |  |        |        |        |
|  | Spiel 4        | Spiel 4        | Spiel 4        |                | USA-New Mexico | New Mexico     | 2          |              |          |    |          |          |               |           |          |            |            |            |  |  |        |        |        |
|  | USA-New Mexico | New Mexico     | 18             |                |                |                |            |              |          |    |          |          |               |           |          |            |            |            |  |  |        |        |        |
|  | USA-Oklahoma   | Oklahoma       | 2              |                |                | USA-Texas      | Westtexas  | 15           |          |    |          |          |               |           |          |            |            |            |  |  |        |        |        |
|  |                |                |                |                | USA-Texas      | Osttexas       | 14         |              |          |    |          |          |               |           |          |            |            |            |  |  |        |        |        |
|  |                |                |                |                |                |                |            |              |          |    |          |          |               |           |          |            |            |            |  |  |        |        |        |
|  |                |                |                |                |                |                |            |              |          |    |          |          |               |           |          |            |            |            |  |  |        |        |        |
|  | USA-Louisiana  | Louisiana      | -              |                |                |                |            |              |          |    |          |          |               |           |          |            |            |            |  |  |        |        |        |
|  |                | Freilos        | -              |                |                | USA-Louisiana  | Louisiana  | 12           |          |    |          |          |               |           |          |            |            |            |  |  |        |        |        |
|  |                |                |                |                |                | USA-New Mexico | New Mexico | 10           |          |    |          |          |               |           |          |            |            |            |  |  |        |        |        |
|  | Verliererrunde | Verliererrunde | Verliererrunde | USA-Louisiana  | Louisiana      | 11             |            |              |          |    |          |          |               |           |          |            |            |            |  |  |        |        |        |
|  | Verliererrunde | Verliererrunde | Verliererrunde | USA-Colorado   | Colorado       | 5              |            | USA-Colorado | Colorado | 10 |          |          | USA-Louisiana | Louisiana | 2        |            |            |            |  |  |        |        |        |
|  | USA-Oklahoma   | Oklahoma       | 2              |                |                | USA-Colorado   | Colorado   | 3            |          |    |          |          |               | USA-Texas | Osttexas | 10         |            |            |  |  |        |        |        |
|  |                |                |                |                |                | USA-New Mexico | Gastgeber  | 2            |          |    |          |          |               |           |          |            |            |            |  |  |        |        |        |

### West
Das Turnier fand vom 29. Juli bis 5. August 2014 in Vancouver, Washington statt.

#### Vorrunde
| Platz | Stadt                      | Mannschaft                 | W-L |
| ----- | -------------------------- | -------------------------- | --- |
| 1.    | Santa Clara                | Snow Canyon LL             | 4–0 |
| 2.    | Manhattan/Hermosa Beach*** | Manhattan/Hermosa Beach LL | 4–0 |
| 3.    | Pleasanton**               | Pleasanton National LL     | 3–1 |
| 4.    | Nogales                    | Nogales National LL        | 2–2 |
| 5.    | Sandpoint                  | Sandpoint LL               | 2–2 |
| 6.    | Ewa Beach                  | Ewa Beach LL               | 2–2 |
| 7.    | Sparks                     | Centennial LL              | 1–3 |
| 8.    | Salem                      | West Salem LL              | 1–3 |
| 9.    | Washougal*                 | East County LL             | 1–3 |
| 10.   | Juneau                     | Gastineau Channel LL       | 1–3 |
| 11.   | SeaTac                     | Pacwest LL                 | 1–3 |

* Gastgeber

** Nordkalifornien

*** Südkalifornien
| Datum     | Zeit  | Stadion | Begegnung      | Begegnung | Begegnung       | Ergebnis |
| --------- | ----- | ------- | -------------- | --------- | --------------- | -------- |
| 29. Juli  | 09:00 |         | Idaho          | –         | Hawaii          | 1:13     |
| 29. Juli  | 14:00 |         | Washington     | –         | Südkalifornien  | 2:12     |
| 29. Juli  | 17:00 |         | Gastgeber      | –         | Oregon          | 1:11     |
| 30. Juli  | 09:00 |         | Utah           | –         | Arizona         | 5:4      |
| 30. Juli  | 12:00 |         | Nevada         | –         | Nordkalifornien | 2:12     |
| 30. Juli  | 15:00 |         | Alaska         | –         | Südkalifornien  | 5:15     |
| 30. Juli  | 18:00 |         | Idaho          | –         | Oregon          | 11:7     |
| 31. Juli  | 09:00 |         | Washington     | –         | Arizona         | 0:10     |
| 31. Juli  | 12:00 |         | Utah           | –         | Nevada          | 18:1     |
| 31. Juli  | 15:00 |         | Hawaii         | –         | Oregon          | 16:0     |
| 31. Juli  | 18:00 |         | Gastgeber      | –         | Nordkalifornien | 2:15     |
| 1. August | 09:00 |         | Alaska         | –         | Arizona         | 3:5      |
| 1. August | 12:00 |         | Idaho          | –         | Nordkalifornien | 8:3      |
| 1. August | 15:00 |         | Washington     | –         | Nevada          | 2:0      |
| 1. August | 18:00 |         | Gastgeber      | –         | Utah            | 9:19     |
| 2. August | 09:00 |         | Südkalifornien | –         | Arizona         | 12:4     |
| 2. August | 12:00 |         | Hawaii         | –         | Nordkalifornien | 6:9      |
| 2. August | 15:00 |         | Alaska         | –         | Nevada          | 7:8      |
| 2. August | 18:00 |         | Idaho          | –         | Utah            | 0:10     |
| 3. August | 12:00 |         | Südkalifornien | –         | Hawaii          | 17:7     |
| 3. August | 15:00 |         | Oregon         | –         | Alaska          | 8:14     |
| 3. August | 18:00 |         | Washington     | –         | Gastgeber       | 4:5      |

#### Play-off
|  | Halbfinale          | Halbfinale       |                   |   | Finale    | Finale    |
|  |                     |                  |                   |   |           |           |
|  | 1 Utah              | 0                |                   |   |           |           |
|  | 4 Arizona           | 5                |                   |   |           |           |
|  | 4. August           |                  |                   |   |           |           |
|  |                     |                  | 5. August         |   |           |           |
|  | 4 Arizona           | 4                |                   |   |           |           |
|  |                     | 2 Südkalifornien | 16                |   |           |           |
|  |                     |                  |                   |   |           |           |
|  | Spiel um Platz drei |                  |                   |   |           |           |
|  | 4. August           | 4. August        | 1 Utah            | 9 |           |           |
|  | 2 Südkalifornien    | 4                | 3 Nordkalifornien | 5 |           |           |
|  | 3 Nordkalifornien   | 3                |                   |   | 5. August | 5. August |

### Zentral
Das Turnier fand vom 1. bis 6. August 2014 in Fort Wayne, Indiana statt.

#### Vorrunde
| Platz | Stadt        | Mannschaft                          | W-L |
| ----- | ------------ | ----------------------------------- | --- |
| 1.    | Midland      | Northeast LL/Fraternal Northwest LL | 4–0 |
| 2.    | Urbandale    | Urbandale LL                        | 4–0 |
| 3.    | West Bend    | West Bend National LL               | 3–1 |
| 4.    | Indianapolis | Eagle Creek LL                      | 3–1 |
| 5.    | Fargo        | Fargo LL                            | 3–1 |
| 6.    | Hazard       | Hazard Perry County LL              | 2–2 |
| 7.    | Chicago      | Horner Park North-West LL           | 2–2 |
| 8.    | Joplin       | Joplin LL                           | 1–3 |
| 9.    | Fort Wayne*  | Hamilton Park LL                    | 0–4 |
| 10.   | Cloquet      | Cloquet Youth LL                    | 0–4 |
| 11.   | Ironton      | Ironton National LL                 | 0–4 |

* Gastgeber
| Datum     | Zeit  | Stadion               | Begegnung    | Begegnung | Begegnung    | Ergebnis |
| --------- | ----- | --------------------- | ------------ | --------- | ------------ | -------- |
| 1. August | 12:00 | St. Joe Central Field | Missouri     | –         | Illinois     | 8:4      |
| 1. August | 15:00 | St. Joe Central Field | Ohio         | –         | Indiana      | 0:9      |
| 1. August | 18:00 | St. Joe Central Field | Gastgeber    | –         | Indiana      | 3:13     |
| 1. August | 12:00 | Georgetown Field      | Kentucky     | –         | Michigan     | 1:13     |
| 1. August | 15:00 | Georgetown Field      | Iowa         | –         | Wisconsin    | 9:3      |
| 1. August | 18:00 | Georgetown Field      | North Dakota | –         | Minnesota    | 8:5      |
| 2. August | 11:00 | St. Joe Central Field | Missouri     | –         | Wisconsin    | 2:10     |
| 2. August | 13:45 | St. Joe Central Field | Michigan     | –         | Minnesota    | 10:0     |
| 2. August | 16:30 | St. Joe Central Field | Gastgeber    | –         | North Dakota | 12:15    |
| 2. August | 13:00 | Georgetown Field      | Kentucky     | –         | Iowa         | 2:5      |
| 2. August | 15:45 | Georgetown Field      | Illinois     | –         | Ohio         | 17:4     |
| 3. August | 13:00 | Georgetown Field      | Illinois     | –         | Michigan     | 0:24     |
| 3. August | 15:45 | Georgetown Field      | Gastgeber    | –         | Wisconsin    | 1:13     |
| 3. August | 18:30 | Georgetown Field      | Gastgeber    | –         | Iowa         | 0:10     |
| 3. August | 13:00 | St. Joe Central Field | North Dakota | –         | Ohio         | 13:1     |
| 3. August | 15:45 | St. Joe Central Field | Kentucky     | –         | Minnesota    | 8:7      |
| 3. August | 18:30 | St. Joe Central Field | Missouri     | –         | Indiana      | 5:6      |
| 4. August | 12:00 | Georgetown Field      | Illinois     | –         | Minnesota    | 12:2     |
| 4. August | 15:00 | Georgetown Field      | Missouri     | –         | Michigan     | 8:20     |
| 4. August | 18:00 | Georgetown Field      | Indiana      | –         | Wisconsin    | 2:18     |
| 4. August | 13:00 | St. Joe Central Field | Kentucky     | –         | Ohio         | 5:2      |
| 4. August | 16:00 | St. Joe Central Field | Iowa         | –         | North Dakota | 15:6     |

#### Play-off
|  | Viertelfinale | Viertelfinale | Viertelfinale |  |  | Halbfinale | Halbfinale | Halbfinale |  |   | Finale   | Finale    | Finale |
|  |               |               |               |  |  |            |            |            |  |   |          |           |        |
|  |               |               |               |  |  | 1          | Michigan   | 5          |  |   |          |           |        |
|  | 4             | Indiana       | 12            |  |  | 4          | Indiana    | 0          |  |   |          |           |        |
|  | 5             | North Dakota  | 10            |  |  |            |            |            |  | 1 | Michigan | 10        |        |
|  |               |               |               |  |  |            |            |            |  |   | 3        | Wisconsin | 2      |
|  |               |               |               |  |  | 2          | Iowa       | 0          |  |   |          |           |        |
|  | 3             | Wisconsin     | 7             |  |  | 3          | Wisconsin  | 10         |  |   |          |           |        |
|  | 6             | Kentucky      | 1             |  |  |            |            |            |  |   |          |           |        |

## International

### Asien-Pazifik
Das Turnier fand vom 29. Juni bis 5. Juli 2014 in Clark, Philippinen statt.

#### Vorrunde

##### Gruppe A
| Platz | Stadt       | Mannschaft | W-L |
| ----- | ----------- | ---------- | --- |
| 1.    | Philippinen |            | 2–1 |
| 2.    | Guam        |            | 2–1 |
| 3.    | Saipan      | Saipan LL  | 2–1 |
| 4.    | Vietnam     |            | 0–3 |

| Datum    | Zeit  | Stadion | Begegnung   | Begegnung | Begegnung          | Ergebnis |
| -------- | ----- | ------- | ----------- | --------- | ------------------ | -------- |
| 29. Juni | 15:00 | Field 1 | Vietnam     | –         | Nördliche Marianen | 6:9      |
| 30. Juni | 11:00 | Field 3 | Guam        | –         | Nördliche Marianen | 11:7     |
| 1. Juli  | 11:00 | Field 3 | Vietnam     | –         | Philippinen        | 2:8      |
| 2. Juli  | 08:00 | Field 3 | Philippinen | –         | Nördliche Marianen | 1:7      |
| 2. Juli  | 11:00 | Field 3 | Vietnam     | –         | Guam               | 3:5      |
| 3. Juli  | 11:00 | Field 3 | Guam        | –         | Philippinen        | 4:7      |

##### Gruppe B
| Platz | Stadt      | Mannschaft  | W-L |
| ----- | ---------- | ----------- | --- |
| 1.    | Taichung   |             | 3–0 |
| 2.    | Hongkong   | Hongkong LL | 2–1 |
| 3.    | Indonesien |             | 1–2 |
| 4.    | Katar      |             | 0–3 |

| Datum    | Zeit  | Stadion | Begegnung         | Begegnung | Begegnung         | Ergebnis |
| -------- | ----- | ------- | ----------------- | --------- | ----------------- | -------- |
| 29. Juni | 09:00 | Field 3 | Indonesien        | –         | Katar             | 12:2     |
| 29. Juni | 12:00 | Field 3 | Hongkong          | –         | Chinesisch Taipeh | 1:9      |
| 1. Juli  | 08:00 | Field 3 | Hongkong          | –         | Indonesien        | 10:6     |
| 1. Juli  | 14:00 | Field 1 | Chinesisch Taipeh | –         | Katar             | 7:0      |
| 3. Juli  | 08:00 | Field 3 | Hongkong          | –         | Katar             | 9:1      |
| 3. Juli  | 14:00 | Field 1 | Chinesisch Taipeh | –         | Indonesien        | 14:1     |

#### Play-off
|  | Halbfinale           | Halbfinale |             |                      | Finale  | Finale  |
|  |                      |            |             |                      |         |         |
|  | 4. Juli              |            |             |                      |         |         |
|  | A1 Philippinen       | 2          |             |                      |         |         |
|  | B2 Hongkong          | 12         |             |                      | 5. Juli | 5. Juli |
|  |                      |            | B2 Hongkong | 0                    |         |         |
|  | 4. Juli              | 4. Juli    |             | B1 Chinesisch Taipeh | 7       |         |
|  | B1 Chinesisch Taipeh | 12         |             |                      |         |         |
|  | A2 Guam              | 1          |             |                      |         |         |
|  |                      |            |             |                      |         |         |

|  | Spiel um Platz 5      |   |
|  |                       |   |
|  | 4. Juli               |   |
|  | A3 Nördliche Marianen | 1 |
|  | B3 Indonesien         | 4 |

|  | Spiel um Platz 7 |   |
|  |                  |   |
|  | 4. Juli          |   |
|  | A4 Vietnam       | 9 |
|  | B4 Katar         | 2 |

### Europa und Afrika
Das Turnier fand vom 29. Juni bis 6. Juli 2014 in Kutno, Polen statt.

#### Vorrunde

##### Gruppe A
| Platz | Stadt     | Mannschaft           | W-L |
| ----- | --------- | -------------------- | --- |
| 1.    | Brno      | Jihomoravský kraj LL | 4–0 |
| 2.    | Lazio     | Lazio LL             | 2–2 |
| 3.    | Kaunas    | Kaunas LL            | 2–2 |
| 4.    | Wien      | East Austria LL      | 1–3 |
| 5.    | Rotterdam | Rotterdam LL         | 1–3 |

| Datum    | Zeit  | Stadion             | Begegnung   | Begegnung | Begegnung   | Ergebnis |
| -------- | ----- | ------------------- | ----------- | --------- | ----------- | -------- |
| 29. Juni | 10:30 | Stan Musial Stadium | Tschechien  | –         | Litauen     | 21:0     |
| 29. Juni | 13:30 | Stan Musial Stadium | Österreich  | –         | Niederlande | 9:5      |
| 30. Juni | 11:00 | Junior League Field | Niederlande | –         | Tschechien  | 5:15     |
| 30. Juni | 16:00 | Stan Musial Stadium | Litauen     | –         | Italien     | 1:22     |
| 1. Juli  | 10:00 | Stan Musial Stadium | Niederlande | –         | Italien     | 7:6      |
| 1. Juli  | 13:00 | Stan Musial Stadium | Tschechien  | –         | Österreich  | 9:1      |
| 2. Juli  | 11:00 | Junior League Field | Italien     | –         | Österreich  | 19:2     |
| 2. Juli  | 16:00 | Stan Musial Stadium | Litauen     | –         | Niederlande | 11:7     |
| 3. Juli  | 10:00 | Stan Musial Stadium | Österreich  | –         | Litauen     | 3:4      |
| 3. Juli  | 13:00 | Stan Musial Stadium | Tschechien  | –         | Italien     | 11:7     |

##### Gruppe B
| Platz | Stadt       | Mannschaft      | W-L |
| ----- | ----------- | --------------- | --- |
| 1.    | Brest       | Brest Zubrs LL  | 4–0 |
| 2.    | Hessen      | Hessen LL       | 3–1 |
| 3.    | London      | London LL       | 2–2 |
| 4.    | Ramstein    | KMC American LL | 1–3 |
| 5.    | Żory/Rybnik | Śląsk LL        | 0–4 |

| Datum    | Zeit  | Stadion             | Begegnung              | Begegnung | Begegnung              | Ergebnis |
| -------- | ----- | ------------------- | ---------------------- | --------- | ---------------------- | -------- |
| 29. Juni | 11:00 | Junior League Field | Belarus                | –         | Vereinigtes Königreich | 7:5      |
| 29. Juni | 16:30 | Stan Musial Stadium | US-Deutschland         | –         | Polen                  | 11:1     |
| 30. Juni | 10:00 | Stan Musial Stadium | Polen                  | –         | Vereinigtes Königreich | 4:11     |
| 30. Juni | 13:00 | Stan Musial Stadium | Deutschland            | –         | Belarus                | 2:8      |
| 1. Juli  | 11:00 | Junior League Field | Polen                  | –         | Deutschland            | 4:20     |
| 1. Juli  | 16:00 | Stan Musial Stadium | Vereinigtes Königreich | –         | US-Deutschland         | 3:2      |
| 2. Juli  | 10:00 | Stan Musial Stadium | Deutschland            | –         | US-Deutschland         | 11:6     |
| 2. Juli  | 13:00 | Stan Musial Stadium | US-Deutschland         | –         | Belarus                | 2:8      |
| 3. Juli  | 11:00 | Junior League Field | Polen                  | –         | Belarus                | 2:6      |
| 3. Juli  | 16:00 | Stan Musial Stadium | Vereinigtes Königreich | –         | Deutschland            | 5:11     |

#### Play-off
| Viertelfinale | Viertelfinale          | Viertelfinale          |    |             | Halbfinale | Halbfinale | Halbfinale |  |  | Finale | Finale | Finale |
|               |                        |                        |    |             |            |            |            |  |  |        |        |        |
| A1            | Tschechien             | 11                     |    |             |            |            |            |  |  |        |        |        |
| B4            | US-Deutschland         | 5                      |    |             |            |            |            |  |  |        |        |        |
| B4            | US-Deutschland         | 5                      | A1 | Tschechien  | 12         |            |            |  |  |        |        |        |
|               |                        |                        | A1 | Tschechien  | 12         |            |            |  |  |        |        |        |
|               | B2                     | Deutschland            | 0  |             |            |            |            |  |  |        |        |        |
| B2            | B2                     | Deutschland            | 0  | Deutschland | 10         |            |            |  |  |        |        |        |
| B2            |                        |                        |    | Deutschland | 10         |            |            |  |  |        |        |        |
| A3            | Litauen                | 3                      |    |             |            |            |            |  |  |        |        |        |
| A3            | Litauen                | 3                      | A1 | Tschechien  | 12         |            |            |  |  |        |        |        |
|               |                        |                        |    | Tschechien  | 12         |            |            |  |  |        |        |        |
|               | B3                     | Vereinigtes Königreich | 5  |             |            |            |            |  |  |        |        |        |
| B1            | B3                     | Vereinigtes Königreich | 5  | Belarus     | 2          |            |            |  |  |        |        |        |
| B1            |                        |                        |    | Belarus     | 2          |            |            |  |  |        |        |        |
| A4            | Österreich             | 12                     |    |             |            |            |            |  |  |        |        |        |
| A4            | Österreich             | 12                     | A4 | Österreich  | 3          |            |            |  |  |        |        |        |
|               |                        |                        | A4 | Österreich  | 3          |            |            |  |  |        |        |        |
|               | B3                     | Vereinigtes Königreich | 8  |             |            |            |            |  |  |        |        |        |
| A2            | B3                     | Vereinigtes Königreich | 8  | Italien     | 3          |            |            |  |  |        |        |        |
| A2            |                        |                        |    | Italien     | 3          |            |            |  |  |        |        |        |
| B3            | Vereinigtes Königreich | 6                      |    |             |            |            |            |  |  |        |        |        |

### Kanada
Das Turnier fand vom 19. bis 27. Juli 2014 in Lethbridge, Alberta statt.

#### Vorrunde
| Platz | Stadt        | Mannschaft      | W-L |
| ----- | ------------ | --------------- | --- |
| 1.    | Surrey       | Whalley LL      | 6–0 |
| 2.    | Medicine Hat | Medicine Hat LL | 4–2 |
| 3.    | Regina       | North Regina LL | 4–2 |
| 4.    | Lethbridge*  | Southwest LL    | 3–3 |
| 5.    | Oakville     | Oakville LL     | 2–4 |
| 6.    | Glace Bay**  | Glace Bay LL    | 2–4 |
| 7.    | Montreal     | N D G LL        | 0–6 |

* Gastgeber

** Region Atlantik
| Datum    | Zeit  | Stadion | Begegnung        | Begegnung | Begegnung        | Ergebnis |
| -------- | ----- | ------- | ---------------- | --------- | ---------------- | -------- |
| 19. Juli | 08:30 |         | Ontario          | –         | Québec           | 18:8     |
| 19. Juli | 11:30 |         | Saskatchewan     | –         | Alberta          | 6:13     |
| 19. Juli | 14:30 |         | Atlantik         | –         | Gastgeber        | 3:11     |
| 20. Juli | 08:30 |         | Alberta          | –         | Atlantik         | 1:3      |
| 20. Juli | 11:30 |         | British Columbia | –         | Québec           | 19:2     |
| 20. Juli | 14:30 |         | Gastgeber        | –         | Ontario          | 14:4     |
| 21. Juli | 12:00 |         | Alberta          | –         | Ontario          | 10:9     |
| 21. Juli | 15:30 |         | Saskatchewan     | –         | British Columbia | 5:15     |
| 21. Juli | 19:00 |         | Gastgeber        | –         | Québec           | 3:2      |
| 22. Juli | 12:00 |         | British Columbia | –         | Atlantik         | 10:2     |
| 22. Juli | 15:30 |         | Québec           | –         | Alberta          | 13:23    |
| 22. Juli | 19:00 |         | Gastgeber        | –         | Saskatchewan     | 2:9      |
| 23. Juli | 12:00 |         | Ontario          | –         | British Columbia | 3:15     |
| 23. Juli | 15:30 |         | Saskatchewan     | –         | Atlantik         | 17:6     |
| 23. Juli | 19:00 |         | Alberta          | –         | Gastgeber        | 5:3      |
| 24. Juli | 08:30 |         | Saskatchewan     | –         | Québec           | 13:1     |
| 24. Juli | 11:30 |         | British Columbia | –         | Gastgeber        | 13:6     |
| 24. Juli | 14:30 |         | Atlantik         | –         | Ontario          | 8:12     |
| 25. Juli | 12:00 |         | Québec           | –         | Atlantik         | 13:14    |
| 25. Juli | 15:30 |         | Ontario          | –         | Saskatchewan     | 8:13     |
| 25. Juli | 19:00 |         | British Columbia | –         | Alberta          | 12:8     |

#### Play-off
|  | Halbfinale          | Halbfinale     |             |   | Finale   | Finale   |
|  |                     |                |             |   |          |          |
|  | 1 British Columbia  | 16             |             |   |          |          |
|  | 4 Gastgeber         | 5              |             |   |          |          |
|  | 26. Juli            |                |             |   |          |          |
|  |                     |                | 27. Juli    |   |          |          |
|  | 1 British Columbia  | 3              |             |   |          |          |
|  |                     | 3 Saskatchewan | 9           |   |          |          |
|  |                     |                |             |   |          |          |
|  | Spiel um Platz drei |                |             |   |          |          |
|  | 26. Juli            | 26. Juli       | 2 Alberta   | 6 |          |          |
|  | 2 Alberta           | 6              | 4 Gastgeber | 5 |          |          |
|  | 3 Saskatchewan      | 9              |             |   | 27. Juli | 27. Juli |

### Lateinamerika
Das Turnier fand vom 12. bis 19. Juli 2014 in Yabucoa, Puerto Rico statt.

#### Vorrunde

##### Gruppe A
| Platz | Stadt                    | Mannschaft                  | W-L |
| ----- | ------------------------ | --------------------------- | --- |
| 1.    | Willemstad               | Pariba LL                   | 4–0 |
| 2.    | Manatí                   | Jose M. Rodriguez LL        | 3–1 |
| 3.    | Guatemala-Stadt          | Liga Pequenas Javier LL     | 2–2 |
| 4.    | Santo Domingo de Heredia | Santo Domingo de Heredia LL | 1–3 |
| 5.    | Estelí                   | Fidel Olivas LL             | 0–4 |

| Datum    | Zeit  | Stadion              | Begegnung   | Begegnung | Begegnung   | Ergebnis |
| -------- | ----- | -------------------- | ----------- | --------- | ----------- | -------- |
| 13. Juli | 09:00 | Playita Field        | Puerto Rico | –         | Costa Rica  | 12:2     |
| 13. Juli | 12:00 | Playita Field        | Curaçao     | –         | Guatemala   | 13:2     |
| 14. Juli | 09:00 | Félix Millán Stadium | Costa Rica  | –         | Curaçao     | 8:18     |
| 14. Juli | 12:00 | Félix Millán Stadium | Nicaragua   | –         | Puerto Rico | 6:10     |
| 15. Juli | 10:00 | Playita Field        | Costa Rica  | –         | Nicaragua   | 3:1      |
| 15. Juli | 12:00 | Félix Millán Stadium | Guatemala   | –         | Puerto Rico | 0:10     |
| 16. Juli | 09:00 | Félix Millán Stadium | Guatemala   | –         | Nicaragua   | 5:4      |
| 16. Juli | 12:00 | Playita Field        | Curaçao     | –         | Puerto Rico | 12:2     |
| 17. Juli | 09:00 | Félix Millán Stadium | Nicaragua   | –         | Curaçao     | 0:16     |
| 17. Juli | 12:00 | Félix Millán Stadium | Costa Rica  | –         | Guatemala   | 1:9      |

##### Gruppe B
| Platz | Stadt         | Mannschaft              | W-L |
| ----- | ------------- | ----------------------- | --- |
| 1.    | Yabucoa*      | Juan A Bibiloni LL      | 4–0 |
| 2.    | David         | David Doleguita LL      | 3–1 |
| 3.    | Oranjestad    | Aruba North LL          | 2–2 |
| 4.    | Saint Thomas  | Elrod Hendricks West LL | 1–3 |
| 5.    | San Cristóbal | Jose Rijo LL            | 0–4 |

* Gastgeber
| Datum    | Zeit  | Stadion              | Begegnung               | Begegnung | Begegnung               | Ergebnis |
| -------- | ----- | -------------------- | ----------------------- | --------- | ----------------------- | -------- |
| 12. Juli | 19:30 | Félix Millán Stadium | Gastgeber               | –         | Saint Thomas            | 6:3      |
| 13. Juli | 09:00 | Limones Field        | Aruba                   | –         | Dominikanische Republik | 27:0     |
| 14. Juli | 10:00 | Playita Field        | Saint Thomas            | –         | Aruba                   | 1:15     |
| 14. Juli | 19:00 | Félix Millán Stadium | Panama                  | –         | Gastgeber               | 1:6      |
| 15. Juli | 09:00 | Félix Millán Stadium | Saint Thomas            | –         | Panama                  | 2:12     |
| 15. Juli | 19:00 | Félix Millán Stadium | Dominikanische Republik | –         | Gastgeber               | 1:23     |
| 16. Juli | 09:00 | Playita Field        | Dominikanische Republik | –         | Panama                  | 0:13     |
| 16. Juli | 12:00 | Félix Millán Stadium | Aruba                   | –         | Gastgeber               | 4:9      |
| 17. Juli | 09:00 | Playita Field        | Saint Thomas            | –         | Dominikanische Republik | 10:5     |
| 17. Juli | 12:00 | Playita Field        | Panama                  | –         | Aruba                   | 9:0      |

#### Play-off
|  | Halbfinale          | Halbfinale     |              |    | Finale   | Finale   |
|  |                     |                |              |    |          |          |
|  | A1 Curaçao          | 5              |              |    |          |          |
|  | B2 Panama           | 2              |              |    |          |          |
|  | 18. Juli            |                |              |    |          |          |
|  |                     |                | 19. Juli     |    |          |          |
|  | A1 Curaçao          | 6              |              |    |          |          |
|  |                     | A2 Puerto Rico | 2            |    |          |          |
|  |                     |                |              |    |          |          |
|  | Spiel um Platz drei |                |              |    |          |          |
|  | 18. Juli            | 18. Juli       | B2 Panama    | 0  |          |          |
|  | B1 Gastgeber        | 3              | B1 Gastgeber | 11 |          |          |
|  | A2 Puerto Rico      | 5              |              |    | 19. Juli | 19. Juli |

### Mexiko
In geraden Jahren hat Mexiko einen gesetzten Startplatz an den Junior League Baseball World Series.
Die mexikanische Meisterschaft wurde von der Felix Arce LL aus Mexicali gewonnen.